# Phoenix Film Critics Society Awards 2000
1° PFCS Awards

16 gennaio 2001

Miglior film:

 Quasi famosi 
I premi del 1° Phoenix Film Critics Society Awards in onore del miglior cinema del 2000, sono stati annunciati il 16 gennaio 2001.

## Premi e nomination

### Miglior film
Quasi famosi
- Quills - La penna dello scandalo
- Requiem for a Dream
- Traffic
- Wonder Boys

### Miglior regista
Steven Soderbergh - Traffic
- Darren Aronofsky - Requiem for a Dream
- Cameron Crowe - Quasi famosi
- Curtis Hanson - Wonder Boys
- Philip Kaufman - Quills - La penna dello scandalo

### Miglior attore
Geoffrey Rush - Quills - La penna dello scandalo
- Javier Bardem - Prima che sia notte
- Michael Douglas - Wonder Boys
- Patrick Fugit - Quasi famosi
- Tom Hanks - Cast Away

### Miglior attrice
Ellen Burstyn - Requiem for a Dream
- Joan Allen - The Contender
- Cate Blanchett - The Gift - Il dono
- Laura Linney - Conta su di me
- Renée Zellweger - Betty Love

### Miglior attore non protagonista
Willem Dafoe - L'ombra del vampiro
- Benicio del Toro - Traffic
- Tobey Maguire - Wonder Boys
- Joaquin Phoenix - Il gladiatore
- Joaquin Phoenix - Quills - La penna dello scandalo

### Miglior attrice non protagonista
Kate Hudson - Quasi famosi
- Jennifer Connelly - Requiem for a Dream
- Frances McDormand - Quasi famosi
- Frances McDormand - Wonder Boys
- Rebecca Pidgeon - Hollywood, Vermont.

### Migliore sceneggiatura originale
Quasi famosi - Cameron Crowe
- The Contender - Rod Lurie
- Scoprendo Forrester - Mike Rich
- Betty Love - John C. Richards e James Flamberg
- Conta su di me - Kenneth Lonergan

### Migliore adattamento della sceneggiatura
Quills - La penna dello scandalo - Doug Wright
- Requiem for a Dream - Hubert Selby e Darren Aronofsky
- Traffic - Stephen Gaghan
- Wonder Boys - Steve Kloves

### Miglior film di animazione
Galline in fuga
- Dinosauri
- Le follie dell'imperatore
- Fantasia 2000

### Miglior film in lingua straniera
La tigre e il dragone, Taiwan / Hong Kong / USA / Cina
- La ragazza sul ponte, Francia
- Malèna, Italia
- The Terrorist, India

### Miglior fotografia
The Cell - La cellula - Paul Laufer
- Cast Away - Don Burgess
- Il gladiatore - John Mathieson
- Requiem for a Dream - Matthew Libatique
- Traffic - Steven Soderbergh

### Migliori costumi
Il Grinch
- Quasi famosi
- The Cell - La cellula
- Il gladiatore
- Quills - La penna dello scandalo

### Miglior trucco
Il Grinch
- The Cell - La cellula
- Quills - La penna dello scandalo
- L'ombra del vampiro
- X-Men

### Miglior montaggio
Requiem for a Dream - Jay Rabinowitz
- La tigre e il dragone - Tim Squyres
- Quills - La penna dello scandalo - Peter Boyle
- Snatch - Lo strappo - Jon Harris e Les Healey
- Traffic - Stephen Mirrione

### Migliori effetti speciali
Vertical Limit
- The Cell - La cellula
- Il gladiatore
- Il Grinch
- La tempesta perfetta

### Migliori musiche originali
Le follie dell'imperatore - "My Funny Friend and Me"
- Quasi famosi - "Love Comes and Goes"
- Dancer in the Dark - "I've Seen It All"
- Frequency - Il futuro è in ascolto - "When You Come Back to Me Again"
- Wonder Boys - "Things Have Changed"

### Migliore colonna sonora
La leggenda di Bagger Vance - Rachel Portman
- Quasi famosi - Nancy Wilson
- Galline in fuga - John Powell e Harry Gregson-Williams
- Fratello, dove sei? - T-Bone Burnett e Carter Burwell
- Il patriota - John Williams

### Miglior film per la famiglia
Galline in fuga
- Dinosauri
- Le follie dell'imperatore
- Fantasia 2000
- Il Grinch

### Miglior giovane attore/attrice debuttante
Jamie Bell - Billy Elliot
- Rob Brown - Scoprendo Forrester
- Rory Culkin - Conta su di me
- Hayden Panettiere - Il sapore della vittoria - Uniti si vince
- Makenzie Vega - The Family Man

### Miglior attore debuttante
Rob Brown - Scoprendo Forrester
- Jamie Bell - Billy Elliot
- Patrick Fugit - Quasi famosi
- Kate Hudson - Quasi famosi